# Pseudasopia cohortalis
Pseudasopia cohortalis är en fjärilsart som beskrevs av Augustus Radcliffe Grote 1878. Pseudasopia cohortalis ingår i släktet Pseudasopia och familjen mott. Inga underarter finns listade i Catalogue of Life.